# Сан-Хоакін (Венесуела)
Сан-Хоакін (ісп. San Joaquín) — місто на півночі Венесуели, у штаті Карабобо. Станом на 2011 рік населення міста складало 63 695 осіб.

## Географія
Лежить на північ від озера Валенсія.

### Клімат
Місто знаходиться у зоні, котра характеризується кліматом тропічних саван. Найтепліший місяць — квітень із середньою температурою 24.7 °C (76.5 °F). Найхолодніший місяць — січень, із середньою температурою 22.7 °С (72.9 °F).
| Клімат Сан-Хоакіна      | Клімат Сан-Хоакіна | Клімат Сан-Хоакіна | Клімат Сан-Хоакіна | Клімат Сан-Хоакіна | Клімат Сан-Хоакіна | Клімат Сан-Хоакіна | Клімат Сан-Хоакіна | Клімат Сан-Хоакіна | Клімат Сан-Хоакіна | Клімат Сан-Хоакіна | Клімат Сан-Хоакіна | Клімат Сан-Хоакіна | Клімат Сан-Хоакіна |
| Показник                | Січ.               | Лют.               | Бер.               | Квіт.              | Трав.              | Черв.              | Лип.               | Серп.              | Вер.               | Жовт.              | Лист.              | Груд.              | Рік                |
| Середній максимум, °C   | 29,3               | 29,8               | 30,6               | 30,3               | 29,3               | 28,1               | 27,7               | 28,2               | 28,6               | 29,2               | 29                 | 28,9               | 29,1               |
| Середня температура, °C | 22,7               | 23,1               | 24                 | 24,7               | 24,6               | 23,7               | 23,3               | 23,4               | 23,6               | 23,8               | 23,5               | 22,9               | 23,6               |
| Середній мінімум, °C    | 15,3               | 15,4               | 16,5               | 18,3               | 18,7               | 18,4               | 17,8               | 17,7               | 17,7               | 17,7               | 17,1               | 16,1               | 17,2               |
| Норма опадів, мм        | 7.7                | 6.4                | 11.4               | 57.2               | 130.2              | 146.6              | 161.6              | 183.4              | 146.9              | 129.7              | 80.6               | 22.4               | 1084.1             |
| Днів з опадами          | 3,1                | 1,9                | 1,9                | 6,9                | 12,6               | 16,9               | 17,9               | 19,2               | 16                 | 14,6               | 11,7               | 6,2                | 128,9              |
| Вологість повітря, %    | 72.4               | 68.9               | 66.4               | 70.6               | 76.2               | 78.7               | 81.7               | 82.2               | 81.6               | 81.3               | 79.6               | 75.9               | 76.3               |
| ----------------------- | ------------------ | ------------------ | ------------------ | ------------------ | ------------------ | ------------------ | ------------------ | ------------------ | ------------------ | ------------------ | ------------------ | ------------------ | ------------------ |
| Джерело: Weatherbase    |                    |                    |                    |                    |                    |                    |                    |                    |                    |                    |                    |                    |                    |